# Clark Clifford
Clark McAdams Clifford (ur. 25 grudnia 1906, zm. 10 października 1998) – amerykański prawnik i mąż stanu, pełnił funkcję sekretarza obrony USA w latach 1968-1969 pod przewodnictwem prezydenta Lyndona Johnsona.